# Буш, Полин
Полин Эльвира Буш (англ. Pauline Elvira Bush; 22 мая 1886 — 1 ноября 1969) — американская актриса немого кино.

## Биография
Полин Буш училась в частной школе в Виргинии и Университете штата Небраска. В 1907 году приняла участие в своём первом театральном шоу Kitty Gray. Полин играла в разных репертуарных театрах. С 1911 года начала сниматься в кино в American Film Company. В 1915 году вышла замуж за режиссёра Аллана Двона, который снимал её в своих фильмах. Они развелись в 1919 году (по другим источникам в 1921 году). С 1911 по 1915 год Полин Буш снялась в 138 одно-, двух- и трёхчастных короткометражных фильмах. Играла с такими актёрами, как Джордж Уоррен Керриган, Мёрдок МакВарри, Лон Чейни и др. Полин Буш снялась в двух полнометражных фильмах в 1914 и 1924 годах (во втором — после возвращения). После ухода актрисы из кинематографа в 1916 году несколько фильмов с её участием были перевыпущены с новыми субтитрами. Умерла от воспаления лёгких в возрасте 83 лет.

## Избранная фильмография
- 1913 — Ищейки с севера / Bloodhounds of the North
- 1913 — Ред Маргарет, самогонщица / Red Margaret, Moonshiner
- 1913 — Назад к жизни / Back to Life
- 1914 — Ночь ужасов / A Night of Thrills
- 1914 — Лев, агнец, мужчина / The Lion, the Lamb, the Man
- 1914 — Огни и тени / Lights and Shadows
- 1914 — Её история жизни / Her Life's Story
- 1914 — Добродетель себе награда / Virtue Is Its Own Reward
- 1914 — Флейта Пана / The Pipes o' Pan
- 1914 — Ришельё / Richelieu
- 1914 — Высшее право / The Higher Law
- 1914 — Её щедрость / Her Bounty
- 1914 — Ублиет / The Oubliette
- 1914 — Каменный мешок
- 1914 — Надежды тупика
- 1914 — Запретная комната / The Forbidden Room
- 1914 — Незаконная торговля / The Unlawful Trade
- 1914 — Трагедия на Шепчущем Ручье / The Tragedy of Whispering Creek
- 1914 — Конец вражды / The End of the Feud
- 1914 — Агнец, девушка, волк / The Lamb, the Woman, the Wolf
- 1914 — Мошенник / The Embezzler
- 1914 — Угроза Карлотте / The Menace to Carlotta
- 1914 — Разлад и гармония / Discord and Harmony
- 1914 — Помните Марию Магдалину / Remember Mary Magdalen
- 1914 — Честь установленный
- 1914 — Ли
- 1915 — / Steady Company
- 1915 — Идиллия холмов / An Idyll of the Hills
- 1915 — Девушка ночи / The Girl of the Night
- 1915 — / The Grind
- 1915 — Дева тумана / Maid of the Mist
- 1915 — Пустынная порода / The Desert Breed
- 1915 — Всё для Пегги / All for Peggy
- 1915 — За воротами / Outside the Gates
- 1915 — Где кончается лес / Where the Forest Ends
- 1915 — Такова жизнь / Such Is Life
- 1915 — / When the Gods Played a Badger Game
- 1915 — Нити судьбы / The Threads of Fate
- 1915 — Мера парня
- 1915 — Девушка из небольшого города / A Small Town Girl
- 1915 — Звезда морская / The Star of the Sea
- 1915 — Грех Ольги Брандт / The Sin of Olga Brandt
- 1917 — Маска любви / The Mask of Love
- 1924 — Враждебный пол / The Enemy Sex